# Kinga Karácsony
Kinga Karácsony (* 7. April 1969 in Debrecen) ist eine ungarische Badmintonspielerin. 

## Karriere
Kinga Karácsony war in Ungarn 1987 einmal bei den Juniorenmeisterschaften erfolgreich, bevor sie sich 1992 erstmals bei den Erwachsenen durchsetzen konnte. 1993, 1995, 2000 und 2002 erkämpfte sie sich weitere Titel bei den Einzelmeisterschaften. Des Weiteren war sie zehnmal bei den Mannschaftsmeisterschaften erfolgreich.

## Sportliche Erfolge
| Saison | Veranstaltung                              | Disziplin   | Platz | Name                            |
| ------ | ------------------------------------------ | ----------- | ----- | ------------------------------- |
| 1987   | Ungarn: Einzelmeisterschaften der Junioren | Damendoppel | 1     | Csilla Fórián / Kinga Karácsony |
| 1992   | Ungarn: Einzelmeisterschaften              | Damendoppel | 1     | Csilla Fórián / Kinga Karácsony |
| 1993   | Ungarn: Einzelmeisterschaften              | Damendoppel | 1     | Csilla Fórián / Kinga Karácsony |
| 1995   | Ungarn: Einzelmeisterschaften              | Damendoppel | 1     | Csilla Fórián / Kinga Karácsony |
| 2000   | Ungarn: Einzelmeisterschaften              | Damendoppel | 1     | Csilla Forian / Kinga Karácsony |
| 2003   | Ungarn: Einzelmeisterschaften              | Damendoppel | 1     | Csilla Fórián / Kinga Karácsony |

## Referenzen
- Ki kicsoda a magyar sportéletben? Band 2 (I–R). Szekszárd, Babits Kiadó, 1995. ISBN 963-495-011-6

| Personendaten    | Personendaten                 |
| ---------------- | ----------------------------- |
| NAME             | Karácsony, Kinga              |
| KURZBESCHREIBUNG | ungarische Badmintonspielerin |
| GEBURTSDATUM     | 7. April 1969                 |
| GEBURTSORT       | Debrecen                      |